# Daseochaeta metaphaea
Daseochaeta metaphaea là một loài bướm đêm trong họ Noctuidae.